# Parafia św. Jakuba Większego Apostoła w Poznaniu
Parafia pw. Świętego Jakuba Większego Apostoła w Poznaniu – parafia rzymskokatolicka znajdująca się w Poznaniu-Głuszynie w archidiecezji poznańskiej w dekanacie Poznań-Strarołęka. Erygowana w XIII wieku.

## Kościół
Gotycka kolegiata pw. św. Jakuba Większego w Głuszynie została ufundowana w 1296 roku przez wojewodę kaliskiego Mikołaja Przedpełkowica. W 1364 roku Głuszyna przeszła na własność biskupów poznańskich, a w 1582 roku biskup Łukasz Kościelecki wcielił ją do parafii pw. Wszystkich Świętych w Poznaniu. W 1720 roku biskup Krzysztof Antoni Szembek przyłączył kościół do prepozytury kolegiaty św. Marii Magdaleny i odtąd proboszcz farny był zarazem proboszczem w Głuszynie, lecz kolegiata farna spłonęła w 1773 roku.

## Turystyka
Kościół jest punktem startowym Drogi Cierpliwości – jednego z przyrodniczych szlaków pielgrzymkowych Rogalińskie Drogi, utworzonych z okazji 200-lecia kościoła pw. św. Marcelina w Rogalinie. Dla tego szlaku opublikowano broszurę przyrodniczą pt. „Miejsca «magiczne» w Poznaniu-Głuszynie” – o florze, symbolice roślin i ekologii na cmentarzach

## Cmentarze
Na terenie parafii znajdują się trzy cmentarze: jeden zabytkowy, położony wokół kościoła, drugi przy ul. Głuszyna, a trzeci przy ul. Daszewickiej.